# Selenia agatha
Selenia agatha är en fjärilsart som beskrevs av Dyar 1916. Selenia agatha ingår i släktet Selenia och familjen mätare. Inga underarter finns listade.